# Rullbro
En rullbro eller skjutbro är en ovanlig typ av rörlig bro vars brospann kan rullas horisontalt bort från överfarten över exempelvis en kanal eller ett vattendrag för att möjliggöra passage av fartyg som är högre än brons segelfria höjd.

## Exempel
- Rullbron Lefèbvrebrug i Antwerpens hamn
- Rullbron i Le Havres hamn
- Rullbron i Darłowo
- Vindbron söder om Uppsala
- Ljungs västra bro över Göta kanal
- Rullbron över Strömsholms kanal i Trångforsområdet